# En tierra de sangre y miel
En tierra de sangre y miel (originalmente y en inglés: In the Land of Blood and Honey) es una película dramática estadounidense de 2011, bajo guion y dirección de la actriz Angelina Jolie, estrenada en Estados Unidos el 23 de diciembre de 2011 y en Europa en febrero de 2012.
El film, que constituye el debut de Angelina Jolie como directora, está ambientado en la Guerra de Bosnia, y narra la influencia de los trágicos sucesos acaecidos durante el conflicto en el país sobre la historia de amor de una pareja formada por una mujer bosnia musulmana y un hombre serbio. Su rodaje estuvo rodeado de polémica al abordar un tema tan delicado como las violaciones masivas en Bosnia, por lo que parte de la grabación que debía ser llevada a cabo en Sarajevo debió realizarse en Budapest.

## Argumento
La película está ambientada en la ciudad de Sarajevo y sus alrededores, antes y durante la guerra de Bosnia. Danijel (Goran Kostić), un soldado que combate para los serbios de Bosnia, se reencuentra con Ajla (Zana Marjanović), una mujer bosnia con quien tuvo una relación antes de la guerra, y que ahora está prisionera en el campo que él supervisa. Su relación, antes prometedora, se convierte en ambigua cuando sus motivaciones van cambiado durante el conflicto.

## Rodaje

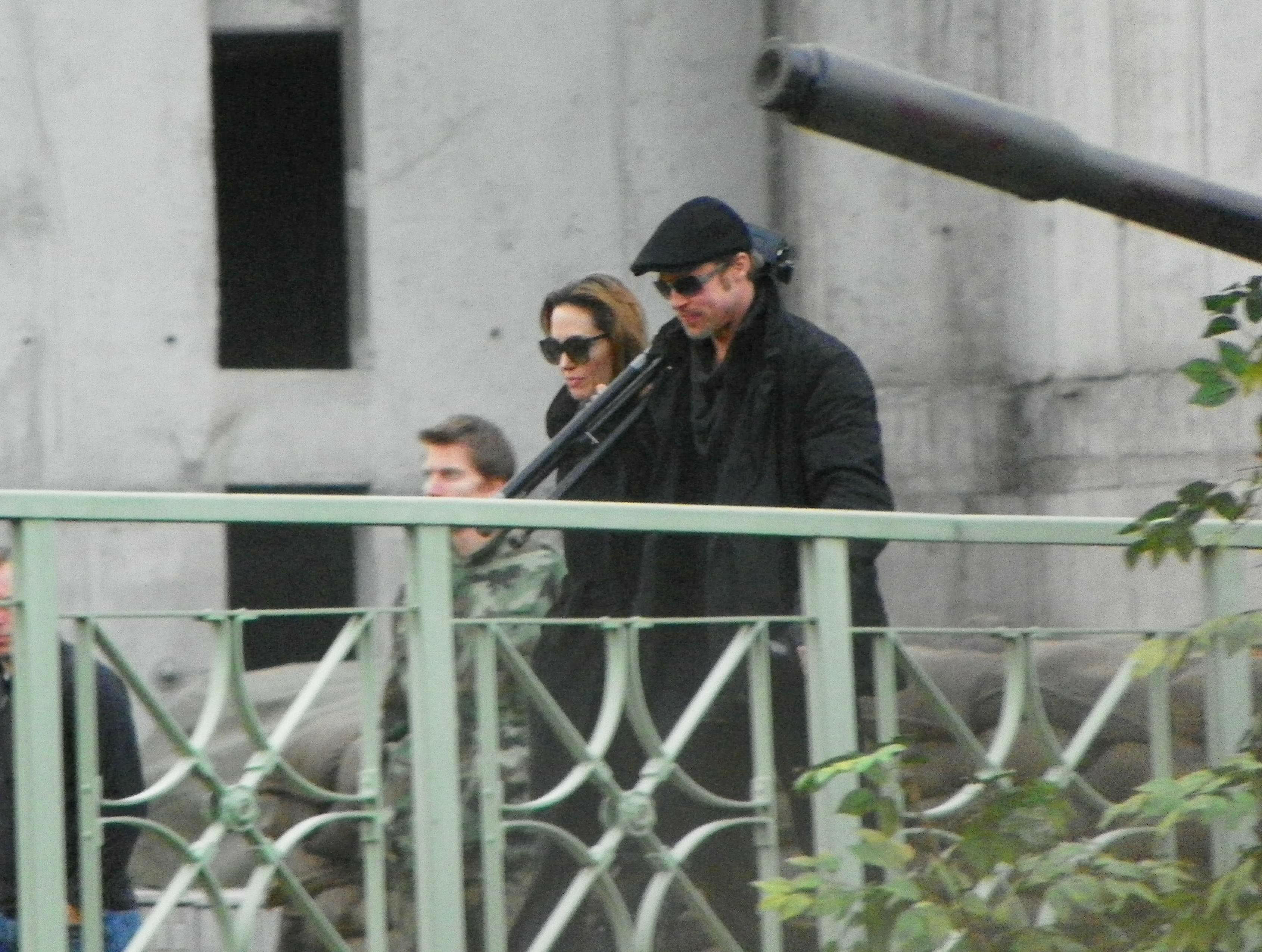
Angelina Jolie y su marido Brad Pitt en la ciudad húngara de Esztergom, durante el rodaje de una de las escenas de la película, en 2010.

Jolie tuvo la idea de escribir el guion de una historia de amor en tiempo de guerra después de viajar a Bosnia y Herzegovina como embajadora de buena voluntad de la ONU. Después de terminar el guion, buscó financiación y un equipo de producción para el proyecto que denominó "Untitled Bosnian Love Story" ("Historia de amor sin título en Bosnia"). 
En julio de 2010, con la película ya en preproducción, los productores contactaron con el magnate serbio de los medios audiovisuales Željko Mitrović para contratar sus estudios de sonido en Šimanovci. Sin embargo, Mitrović se negó rotundamente a la participación de sus estudios en el film, manifestando en un comunicado de prensa: "he tenido un gran afecto y admiración por Angelina Jolie como persona y como artista, pero por desgracia está llena de prejuicios contra los serbios. No deseo formar parte de algo que por enésima vez presenta a los serbios como los eternos chicos malos".
La película fue filmada en Budapest y Esztergom durante octubre y noviembre de 2010. El elenco estaba formado íntegramente por actores procedentes de diversas partes de la antigua Yugoslavia, muchos de los cuales eran supervivientes de la guerra. El film fue rodado también en dos versiones, una en inglés y otra en serbocroata.
Durante el rodaje, corrió el falso rumor de que la historia era sobre una mujer bosnia que se enamoraba de su violador serbio, lo que provocó protestas de la Asociación de Mujeres Bosnias Víctimas de la Guerra, y la revocación del permiso de rodaje. Jolie negó los rumores y presentó el guion al Ministerio de Cultura de Bosnia, que restableció inmediatamente el permiso para el rodaje de escenas en el país.

## Reparto
- Goran Kostić - Danijel
- Zana Marjanović - Ajla
- Rade Šerbedžija - Nebojša Vukojević
- Vanessa Glodjo - Lejla
- Nikola Đuričko - Darko
- Branko Đurić - Aleksandar
- Feđa Štukan - Petar
- Alma Terzic - Hana
- Jelena Jovanova - Esma
- Ermin Bravo - Mehmet